# Pečovnik
Pečovník je naselje na južnem obrobju Celja.

## Prebivalstvo
Etnična sestava 1991:
- Slovenci: 279 (93,3 %)
- Hrvati: 7 (2,3 %)
- Muslimani: 3 (1 %)
- Srbi: 2
- Albanci: 1
- Neznano: 7 (2,3 %)